# Ruak
 (janvier 2016).
Si vous disposez d'ouvrages ou d'articles de référence ou si vous connaissez des sites web de qualité traitant du thème abordé ici, merci de compléter l'article en donnant les références utiles à sa vérifiabilité et en les liant à la section « Notes et références ».
Le Ruak est un cours d'eau de Birmanie et de Thaïlande, affluent du Mékong en rive droite. Il prend sa source en Birmanie, dans l'État Shan. Son affluent, la Mae Saï, constitue la frontière entre la Birmanie et la Thaïlande. Après leur confluence, qui marque le point le plus au nord de la Thaïlande, le Ruak constitue à son tour la frontière, sur 26,75 km, jusqu'à sa propre confluence avec le Mékong, où se trouve le tripoint avec la frontière du Laos (20° 21′ 15,42″ N, 100° 04′ 59,51″ E).

## Pollution
En 2025, des études révèlent que la rivière Ruak ainsi que les rivières Kok (depuis des années) et Sai  et en conséquence le fleuve Mékong sont fortement empoisonnés par de l'arsenic et des métaux lourds produits par les mines d'or et de terres rares situées en amont en Birmanie,. Cette pollution pourrait nuire à la santé de plus d’un million d’habitants.